# Peñarroya-Pueblonuevo
Peñarroya-Pueblonuevo és un municipi de la província de Còrdova a la comunitat autònoma d'Andalusia, a la comarca de Valle del Guadiato.

## Demografia
| 1996   | 1998   | 1999   | 2000   | 2001   | 2002   | 2003   | 2004   | 2005   | 2006   |
| ------ | ------ | ------ | ------ | ------ | ------ | ------ | ------ | ------ | ------ |
| 13.844 | 13.606 | 13.352 | 13.024 | 12.740 | 12.559 | 12.453 | 12.351 | 12.171 | 12.050 |

## Història
De 1272 data la referència més antiga al nom del lloc de Peñarroya, en el regnat d'Alfons X de Castella. Té el seu origen en un mas més tard convertit en llogaret medieval coneguda per "Peña Roja", d'on procedeix el seu nom actual. Els successos de Fuente Obejuna en 1476 provoquen que alguns habitants d'aquesta vila l'abandonessin, establint-se en el cortijo de Peñarroya, que, a partir d'aquesta data, quedarà habitat permanentment.
Va pertànyer al municipi de Belmez fins que se'n va segregar el 1886. En 1777 José Simón de Lillo, abastidor de carns del presidi i de les mines d'Almadén, quan es dirigiria a Belmez para comprar anyells, va passar pel rierol de la Hontanilla, i va reconèixer en unes terres negres el nou combustible mineral (carbó). Pueblonuevo del Terrible va aparèixer en el segle xix gràcies a les explotacions minaires, assolint no obstant això la seva emancipació del municipi de Belmez dos anys abans que Peñarroya. El nom de Pueblonuevo del Terrible ve donat a un famós gos anomenat "Terrible" que era temut per la seva feresa i que vivia en el "nou poble". El municipi actual i el seu nom són fruit de la fusió en 1927 dels dos municipis: Peñarroya i Pueblonuevo del Terrible, els nuclis del qual de població es troben contigus.
La importància dels jaciments propícia que comencin a fundar-se noves companyies mineres, fonamentalment franceses. El primer Cèrcol Industrial s'aixeca enfront de Pueblonuevo del Terrible en 1875 per la Hullera Belmezana, aprofitant per a exportar els seus productes i els miners, la línia fèrria entre Belmez i el Castell d'Almorchón i la terminació del ferrocarril entri Belmez i Còrdova. En aquestes dates acudeixen a la zona multitud d'immigrants i a part de la colònia francesa establerta, venen també a la localitat portuguesos i italians, sent bastant fort el moviment obrer. És en la primera dècada del segle xx, quan la conca minera de Peñarroya-Pueblonuevo es constitueix com un dels més importants pols industrials d'Andalusia i el major de la província de Còrdova, contant entre les seves moltes indústries amb fosa de plom, central tèrmica, taller de desplatació, productes químics, etc.
En arribar a 1914 es produïx un vertiginós creixement arribant a arribar a entre ambdues els 24.000 habitants. En la Guerra Civil de 1936, i donada la importància del nucli miner i industrial, Peñarroya-Pueblonuevo es converteix en pràcticament primera línia de front, sofrint freqüents bombardejos artillers i aeris durant tota la contesa. Posteriorment, la forta repressió afavoriria l'abandó massiu que afavoriria la immigració de nous grups a la recerca del treball en la mineria i la indústria. En els anys 40 sobrepassaria la xifra de 30.000 habitants.
Després de l'aplicació del "Pla d'Estabilització" de finals dels 50, comença el replegui de l'empresa francesa de Peñarroya, marcat per una forta emigració durant la següent dècada, el tancament de les instal·lacions industrials, i la creació d'Encasur, empresa que manté les explotacions mineres fins avui. El 1994 es va celebrar el Primer Centenari de les Viles de Peñarroya i Pueblonuevo del Terrible, any que es van realitzar gran varietat d'actes commemoratius.